# Parateuthras truncatus
Parateuthras truncatus är en insektsart som beskrevs av Bolívar, I. 1905. Parateuthras truncatus ingår i släktet Parateuthras och familjen vårtbitare. Inga underarter finns listade i Catalogue of Life.